# Maryland
Maryland (IPA:  'mɛrələnd) az Amerikai Egyesült Államok hetedik tagállama. Délen és nyugaton Virginia, Nyugat-Virginia és Washington, D.C., északon Pennsylvania, keleten Delaware határolja. Körülbelül akkora a területe mint Belgiumé.
2007 óta Maryland egy családra jutó átlagjövedelme a legmagasabb az Egyesült Államokban, ez 2007-ben 68 080, 2008-ban pedig 70 545 dollár volt.
Maryland több mint 350 biotechnológiával foglalkozó cégnek ad otthont, ezzel pedig a harmadik legnagyobb élettudományi központ az Egyesült Államokban.
Az államban számos egyetem és főiskola található, de itt székel a Az Egyesült Államok Élelmiszer- és Gyógyszerügyi Hivatala (Food and Drug Administration, FDA) is.

## Földrajz

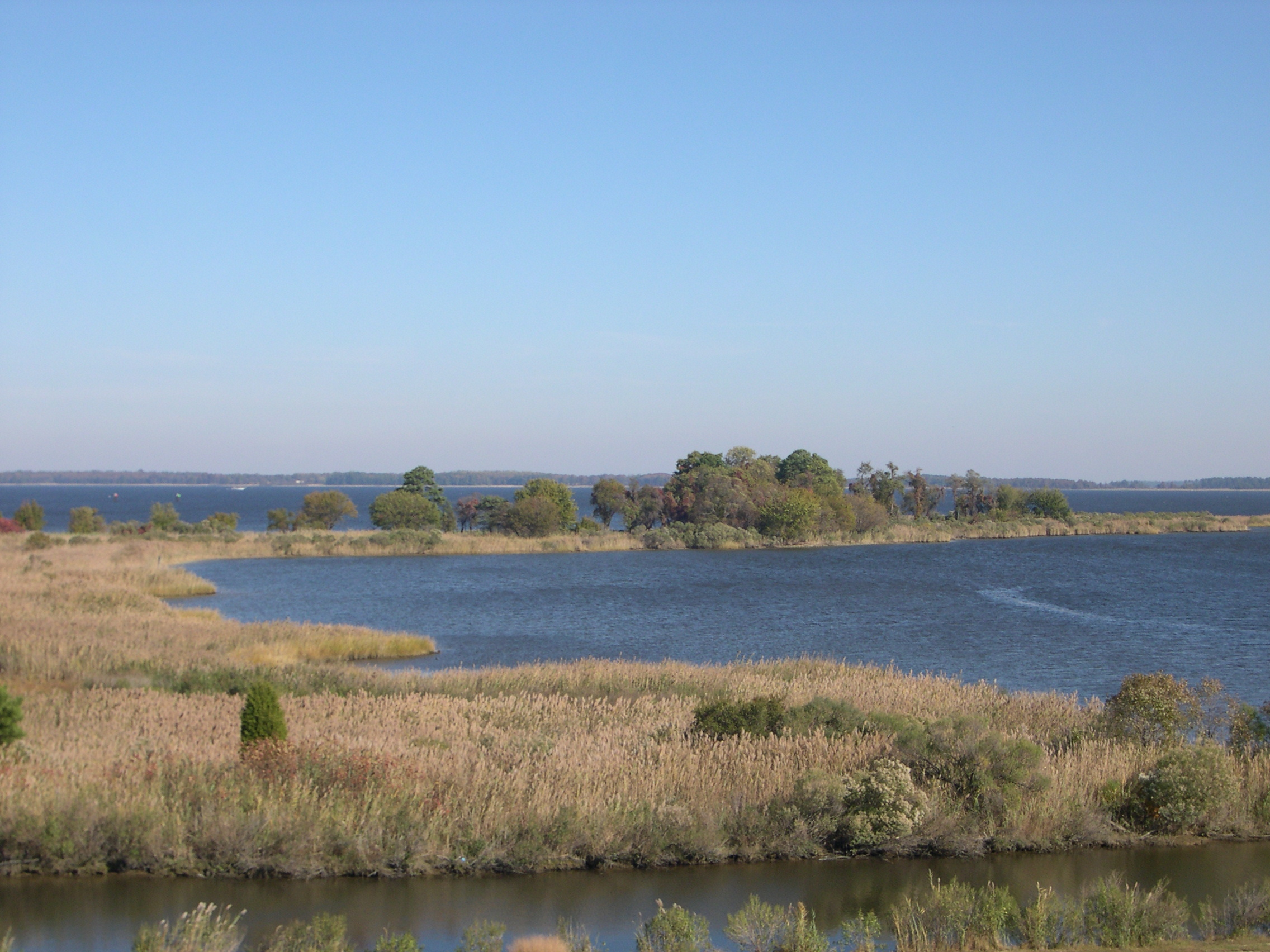
A Chesapeake-öböl tölcsértorkolata

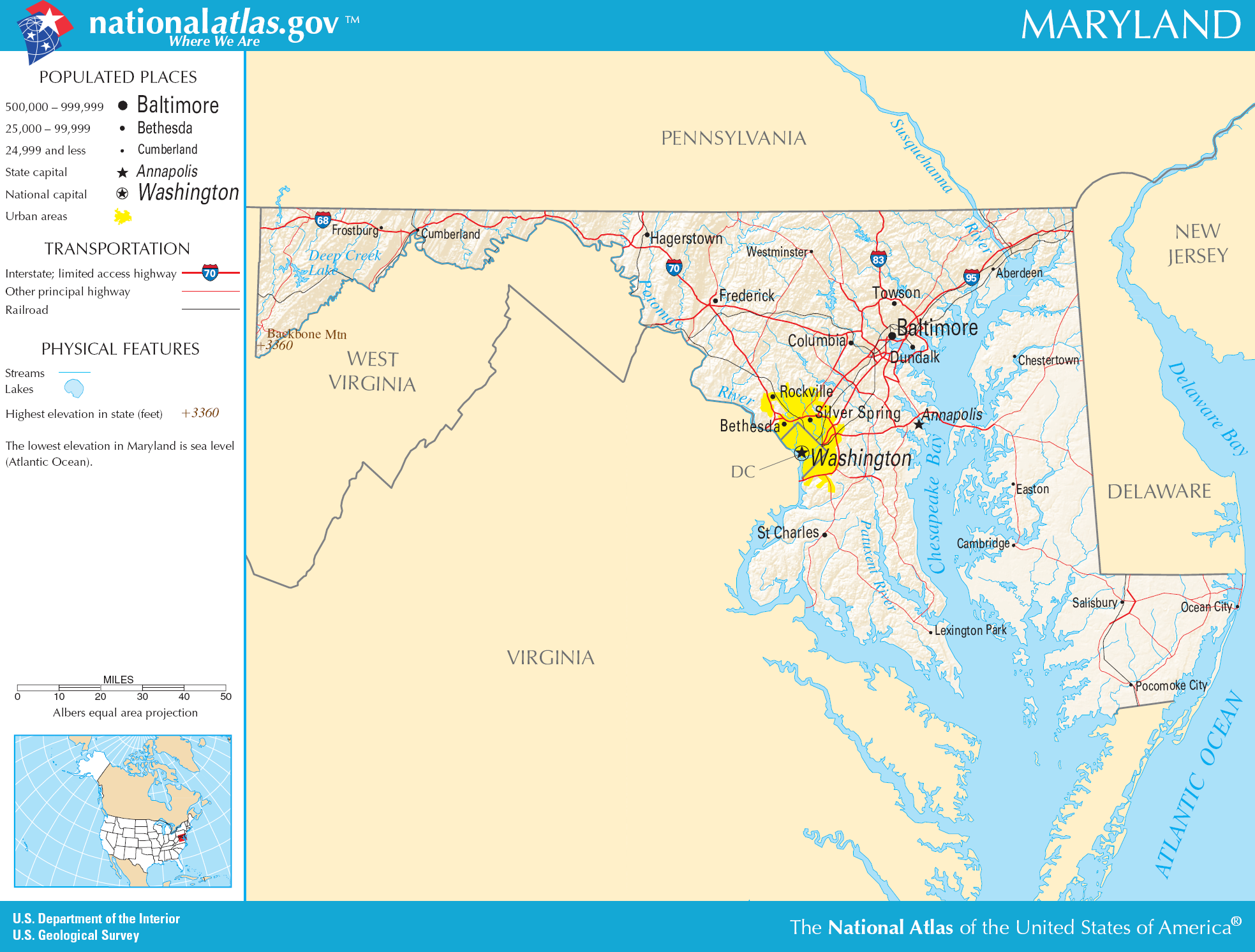
Maryland térképe (Nyomtatható változat)

Marylandet az „Amerika miniatűrben” becenévvel is illetik, mivel domborzatát tekintve Amerika összes jellemzője megtalálható itt, a homokos tengerparttól a mocsarakon, tölgyfákkal tarkított dombokon át a nyugaton magasodó hegyekig.
Az állam folyóvizei a Chesapeake-öböl vízgyűjtő területéhez tartoznak; kivételt képez a legnyugatibb megye, melynek folyója, Youghiogheny a Mississippi folyó vízgyűjtő területéhez tartozik; Worcester megye keleti része, mely Maryland vízgyűjtő területéhez tartozik; és az állam északkeleti részének egy kis része, mely a Delaware folyó vízgyűjtő területének része.
Maryland legmagasabb pontja az 1020 m magas Hoye-csúcs a Backbone-hegységben, Garrett megyében, közel a nyugat-virginiai határhoz.
Az államban nem található túl sok természetes tó, a mesterséges tavak közül a legnagyobb a víztározóként is szolgáló Deep Creek-tó.

### Települések
Maryland lakosságának nagy része Washington és Baltimore köré csoportosul. Történelmi távlatokból nézve a települések az úgynevezett fall line mentén alakultak ki. Ez alól kivétel például a főváros, Annapolis.
Nagyobb városok még Columbia, Silver Spring, Rockville, Gaithersburg, Frederick és Hagerstown.
Maryland határállam, így mind az északi, mind a déli államok sajátosságaival rendelkezik, Baltimore és Washington kultúrája inkább az északi államokhoz áll közelebb.

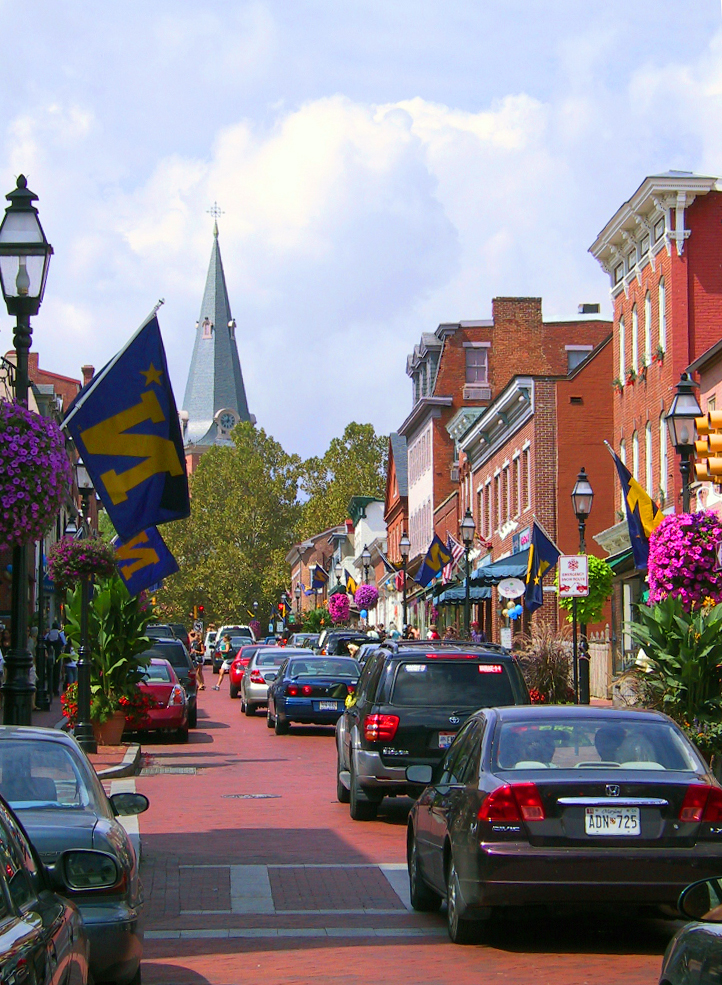
Annapolis
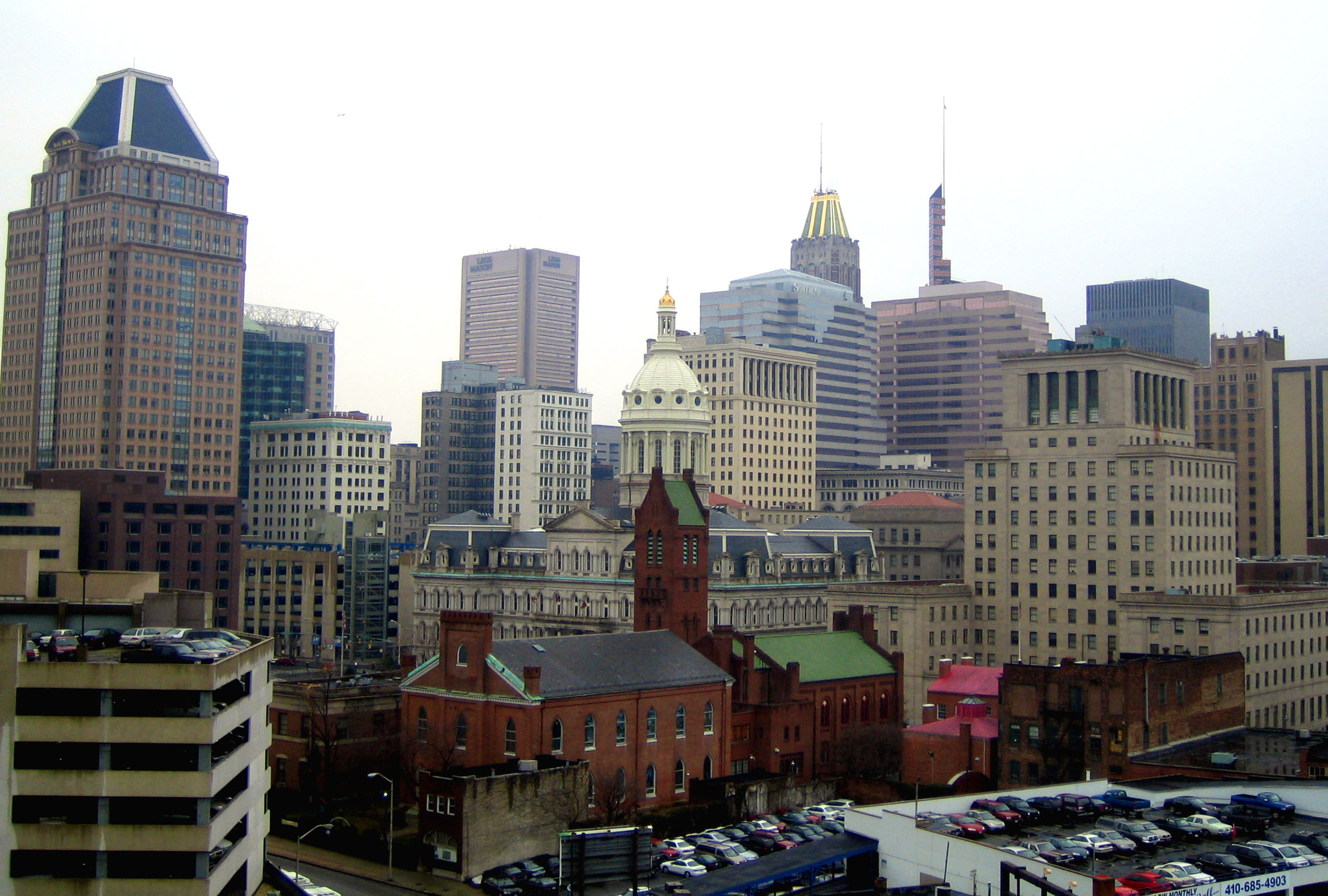
Baltimore
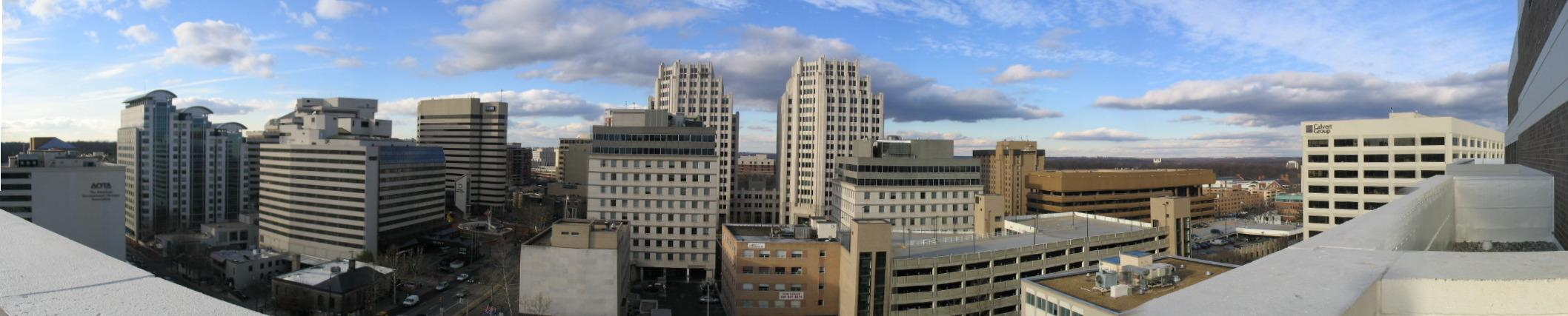
Bethesda
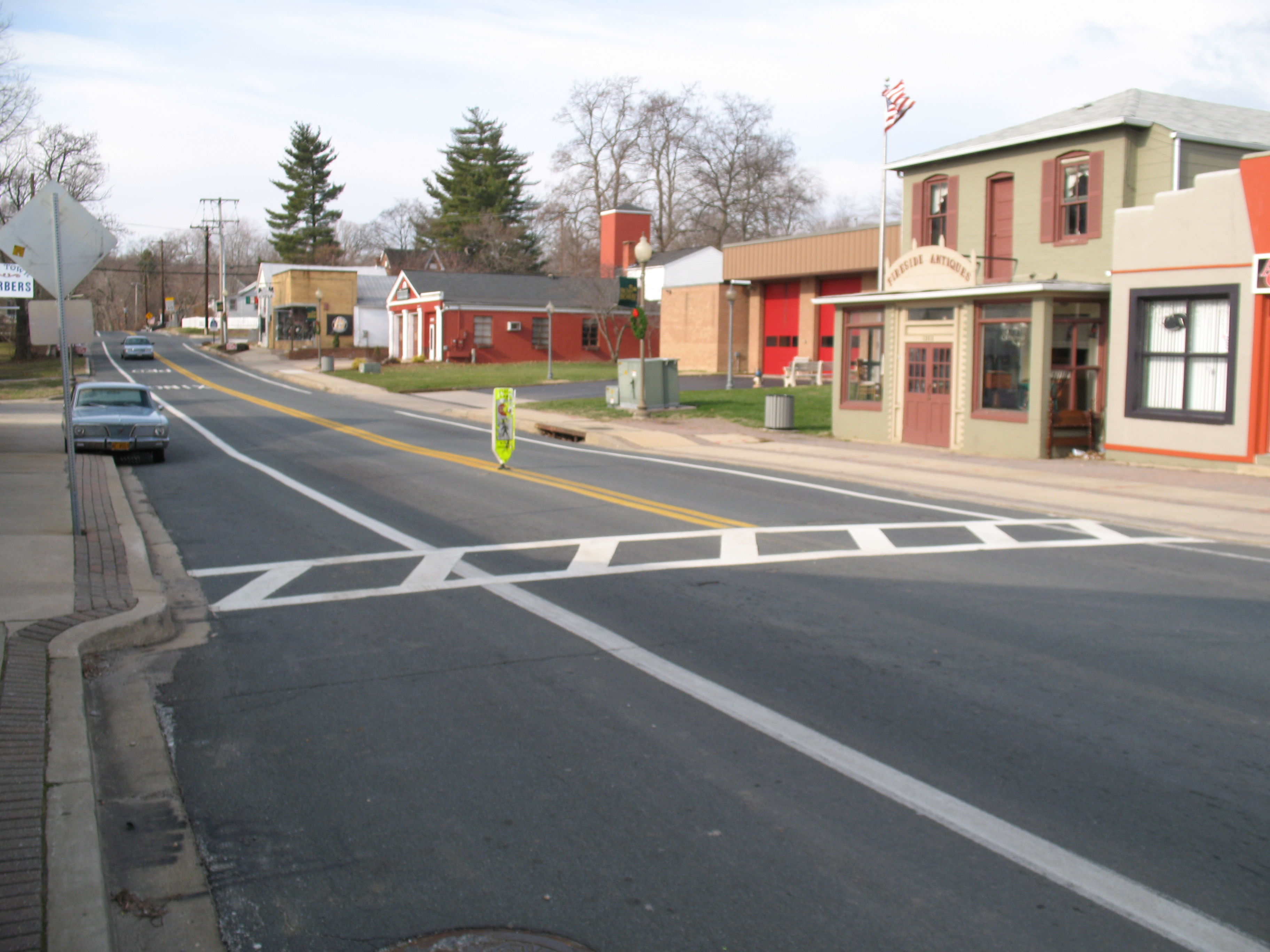
Bowie
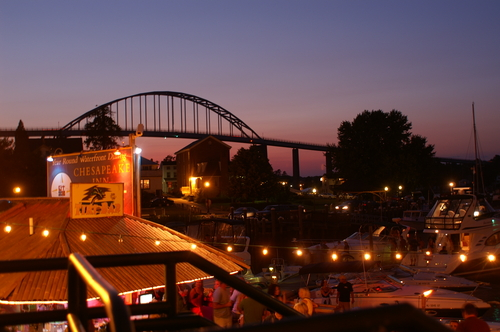
Chesapeake City
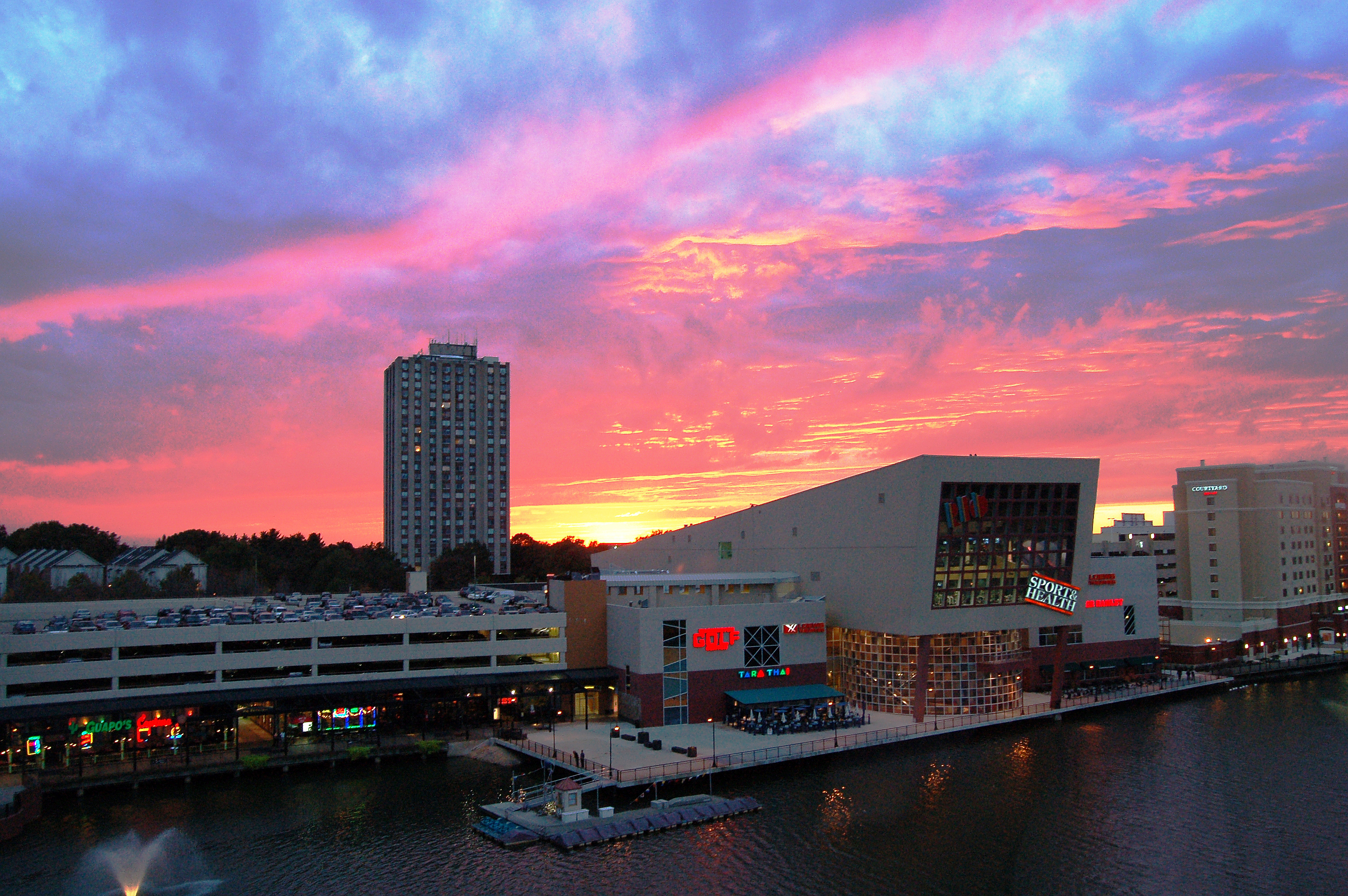
Gaithersburg
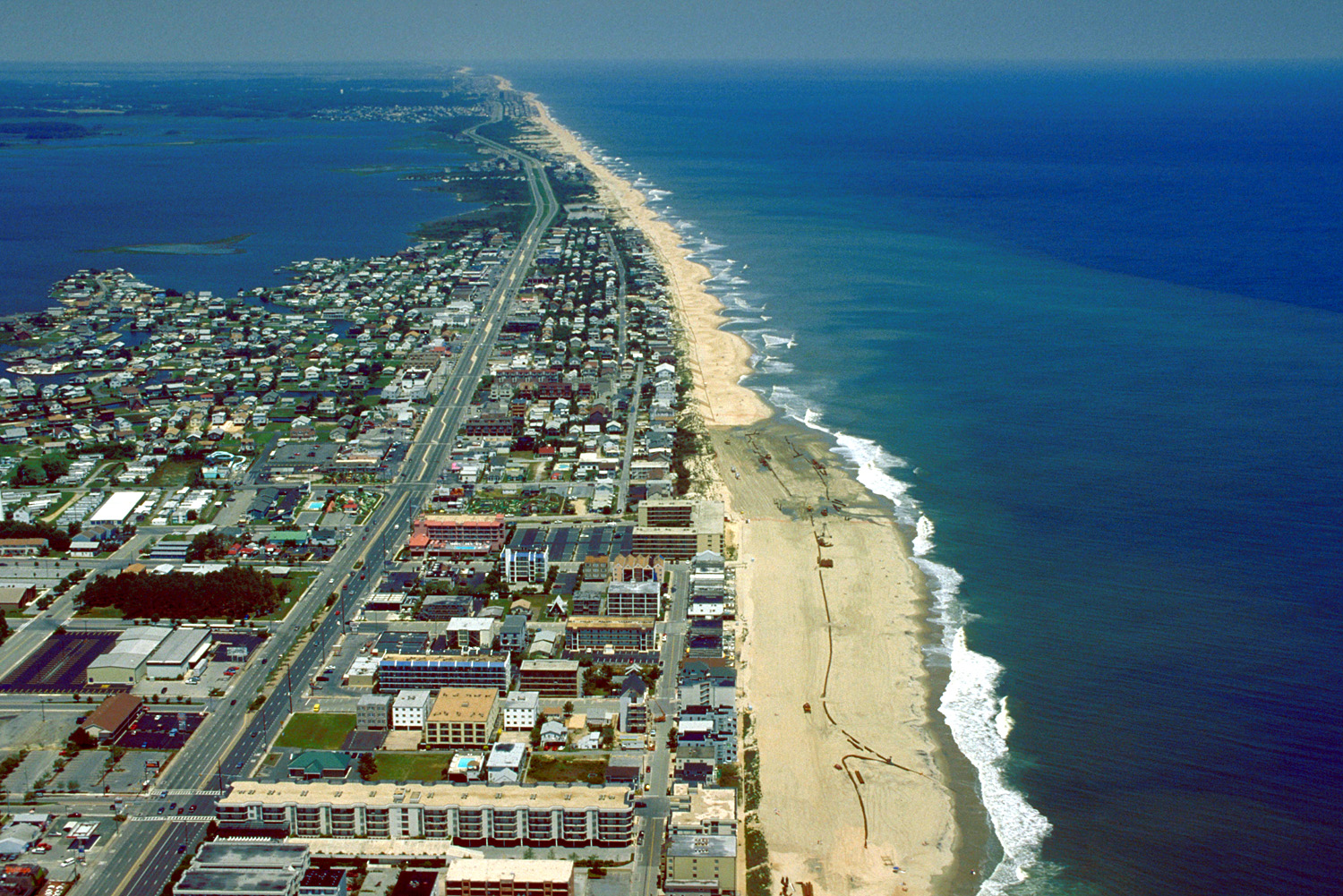
Ocean City
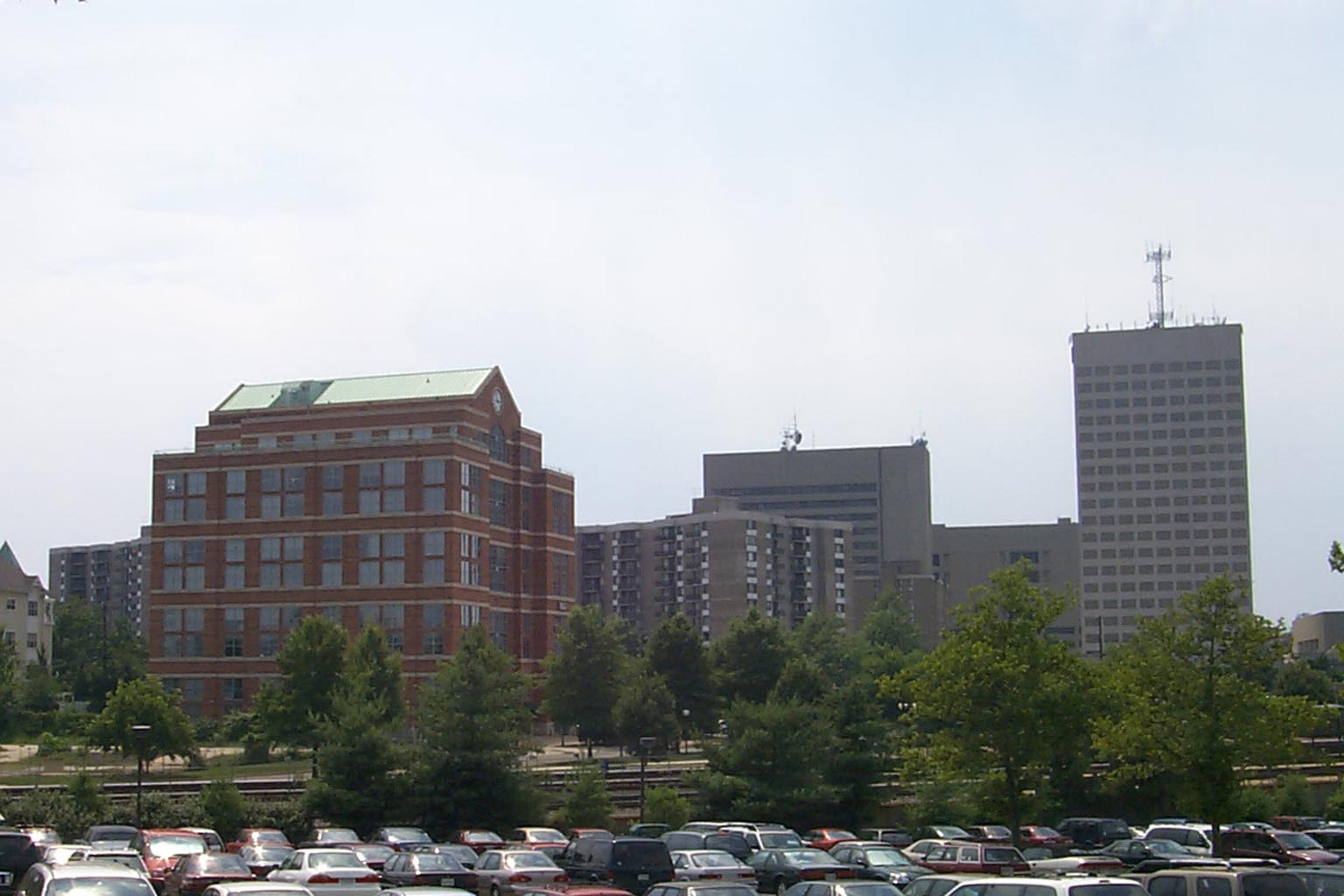
Rockville

## Történet

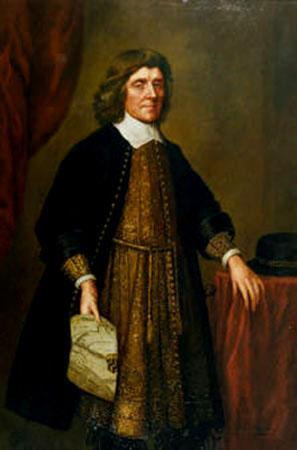
Cecil Calvert (Lord Baltimore)

1629-ben George Calvert, Baltimore első lordja, miután nem sikerült kolóniát alapítania Újfundlandon, I. Károlyhoz fordult újabb királyi okiratért, hogy kolóniát alapíthatsson az Újvilágban. Calvert érdeklődése az Újvilág iránt katolicizmusából fakadt: szeretett volna menedéket biztosítani a katolikusoknak az Amerikai földrészen. Ezen felül, hallott a virginiai dohányból származó hatalmas bevételekről, és remélte, hogy az új kolónia majd fedezi a korábbi, újfundlandi sikertelenségével elvesztett jelentős összeget. George Calvert meghalt 1632-ben, de a királyi okiratot kiadták, fia, Cecil Calvert, Baltimore második bárójának nevére, felhatalmazva hogy alapítson kolóniát Terra Mariae (Maryland; Mária földje) néven. A kolóniát Henrietta Máriáról, I. Károly feleségéről nevezték el. Leonardot, Cecil testvérét bízták meg az expedícióval, mert Cecil nem akart útra kelni. A Marylandbe települők többsége szerződéses szolga volt (akik cserébe az utazás költésegiért bizonyos időre az őket az Újvilágba hozó gazdag földesurat szolgálták).
Miután Virginia az anglikán irányzatot tette meg állami vallássá, számos puritán vándorolt át Marylandbe, ahol települést alapítottak Provence néven (ma Annapolis). 1650-ben a puritánok fellázadtak az állam vezetői ellen és felállítottak egy saját kormányt, mely mind a katolicizmust, mind az anglikanizmust törvényen kívül helyezte. 1654-ben Cecil Calvert hadsereget küldött a puritánok ellen, de elveszítették a severni csatát Annapolis mellett. A lázadás 1658-ig tartott, ez alatt az idő alatt az állam szinte összes katolikus templomát lerombolták. Amikor Angliában Orániai Vilmos lett a király és az általa is támogatott türelmi rendeletből kizárták a katolikusokat, Maryland betiltotta a katolicizmust; a tilalmat egészen a polgárháború végégig fenntartották.
Maryland egyike volt annak a 13 államnak, melyek fellázadtak a brit uralom ellen és a hetedik állam volt, amely elfogadta az új alkotmányt. 1790-ben Maryland George Washington kérésére területe egy részét szövetségi hatalom alá rendelte, itt alakították ki Washingtont.
A függetlenségi háború után Maryland elkezdte felszabadítani az afroamerikai rabszolgákat, 1860-ra 49%-uk volt szabad állampolgár. Az állam megpróbálkozott volt rabszolgák és szabad feketék visszatelepítés-ével a nyugat-afrikai Bors-partra (a mai Libériába), ahol a telepesek kliensállamot is létrehoztak Marylandi Köztársaság néven, származási helyük után. A kicsiny állam azonban nem tudott fennmaradni, ezért a szomszédos Libéria 1857-ben annektálta.
A polgárháború ideje alatt a Marylandből bevonulók 77%-a Észak, a többiek pedig Dél hadseregéhez csatlakoztak. 1864-ben az állam új alkotmányt fogadott el, mely megtiltotta a rabszolgatartást. 1867-ben a Marylandben élő afroamerikaiak szavazati jogot kaptak.

## Gazdaság
A Bureau of Economic Analysis számításai szerint 2006-ban Maryland GDP-je 257 millió amerikai dollár volt. A U.S. Census Bureau (népszámlálási hivatal) felmérése szerint a marylandi családok a leggazdagabbak az országban, a családok mediánjövedelme mintegy 68 080 dollár, mellyel megelőzi New Jerseyt és Connecticutot. Howard megye a harmadik, Montgomery megye a hetedik leggazdagabb megye az Államokban. A szegénységi arány 7,8%, ami az országban a legalacsonyabb.
2010 januárjában az állam munkanélküliségi aránya 7,5% volt.

## Népesség

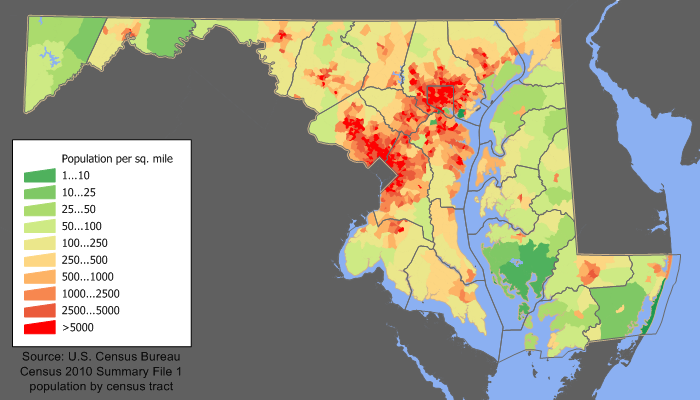
Maryland népsűrűségi térképe

2006-ban a 645 744 külföldi élt az államban, főképp latin-amerikaiak és ázsiaiak, utóbbiak a külföldiek 6%-át tették ki. A külföldiek mintegy 1,7%-a koreai.
Őseit tekintve Maryland lakosságának 15,7%-a német származású, 11,7% ír, 9% brit, 5,1% olasz.
A kisebbségek a lakosságnak csaknem a 40%-át adják.

## Oktatás
A legrégebbi felsőoktatási intézmény az államban a St. John's College, melyet 1696-ban alapítottak King William's School néven.
Az államban 18 további magán felsőoktatási intézmény található, a legismertebb ezek közül a Johns Hopkins Egyetem, melyet 1876-ban alapítottak egy baltimore-i vállalkozó, Johns Hopkins adományából.
A legnagyobb állami egyetem a Marylandi Egyetem, melyet 1856-ban alapítottak Marylandi Mezőgazdasági Főiskola néven, és amely 1864-ben vált nyilvános főiskolává. Az állam második legnagyobb egyeteme a Towson Egyetem (1866).

## Nevezetességek
Annapolisban megtekinthető a William Paca House, mely a függetlenségi nyilatkozatot aláíró kormányzó rezidenciája volt. A városban székel az Amerikai Tengerészeti Akadémia. Baltimore múzeumairól nevezetes, Ocean City pedig tengerparti üdülőváros. Az Antietam National Battlefield parkban az amerikai polgárháború egyik legvéresebb csatájának helyszínét lehet bejárni.

## Fordítás
- Ez a szócikk részben vagy egészben  a   Maryland című angol Wikipédia-szócikk fordításán alapul.  Az eredeti cikk szerkesztőit annak laptörténete sorolja fel. Ez a jelzés csupán a megfogalmazás eredetét és a szerzői jogokat jelzi, nem szolgál a cikkben szereplő információk forrásmegjelöléseként.